# Chim cánh cụt chân trắng

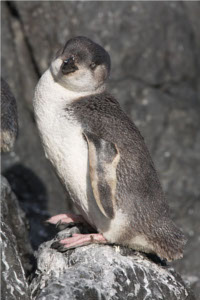
Ảnh minh họa

Chim cánh cụt chân trắng (Eudyptula minor  albosignata) là một loài chim cánh cụt cao khoảng 30 cm (12 in) và nặng 1,5 kg (3,3 lb). Nó được đặt tên theo những mảng màu trắng trên chân chèo của nó, đặc điểm đặc trưng của loài. Chúng chỉ làm tổ trên Banks Peninsula và đảo Motunau, gần Christchurch, New Zealand, với chỉ khoảng 3,750 cặp sinh sản.
Đến năm 2012, Liên minh Bảo tồn Thiên nhiên Quốc tế và hiệp hội BirdLife International coi chim cánh cụt chân trắng là một phân loài của Chim cánh cụt nhỏ .

## Môi trường sống
Chim cánh cụt chân trắng sống ở mũi đất, Hang, khu đá lởm chởm, và những nơi có mái che xing quanh các vịnh. Chúng được tìm thấy chủ yếu ở Canterbury, New Zealand.

## Hành vi chung
Chim cánh cụt chân trắng chủ yếu là động vật ăn đêm trên cạn, chính điều đó làm loài này nổi bật trong các loài cánh cụt nói chung. Hơn nữa, chúng còn ở chung với tập đoàn vào ban ngày, rời đi vào ban đêm rồi lại trở lại trước bình minh. Tuy nhiên, ở Banks Peninsula, một số con được quan sát rằng đang ở trên bờ bên ngoài tổ giữa ban ngày
Về đem, những con chim cánh cụt này có xu hướng tập hợp xa bờ thành các nhóm cho đến khi độ sáng giảm đến khi chúng thấy đủ an toàn để di chuyển vào bờ. Điều này khiến hàng loạt các con chim xuất hiện cùng một lúc.

## Sinh sản
Chim cánh cụt chân trắng đẻ trứng theo mùa từ tháng Bảy đến tháng Mười Hai, và đẻ nhiều nhất ở trong tháng Tám đến tháng Mười Một. Những quả trứng bao giờ cũng được vùi dưới bụi cây như thể là cái tổ; trứng cũng có thể thấy ở cồn cát, hay ruộng bậc thang, và được ấp trong vòng 33 đến 39 ngày. Con con đến tuổi thành niên sau 50 đến 65 ngày.

## Chế độ ăn
Chim cánh cụt chân trắng ăn các con cá nhỏ ở bãi nông, như cá mòi và cá cơm, hay động vật chân đầu, và thỉnh thoảng là động vật giáp xác. Chúng vừa lặn vừa rượt con mồi. Hầu hết bữa ăn xảy ra trong phạm vi 25 km (16 mi) cách bờ biển cho mỗi bữa. Chuyến đi ăn ở biển xa nhất lên đến 75 km (47 mi) cách bờ.

## Bảo tồn
Vào tháng 8 năm 2010, chim cánh cụt chân trắng được liệt kê là loài có nguy cơ tuyệt chủng theo Endangered Species Act Mỹ.
Đội Phát triển Đa dạng sinh học biển Motunau cũng đang triển khai dự án bảo vệ loài chim cánh cụt này.